# Dischides dartevellei
Dischides dartevellei är en blötdjursart som beskrevs av Nicklès 1979. Dischides dartevellei ingår i släktet Dischides och familjen Gadilidae. Inga underarter finns listade i Catalogue of Life.